# Bundesstraße 444

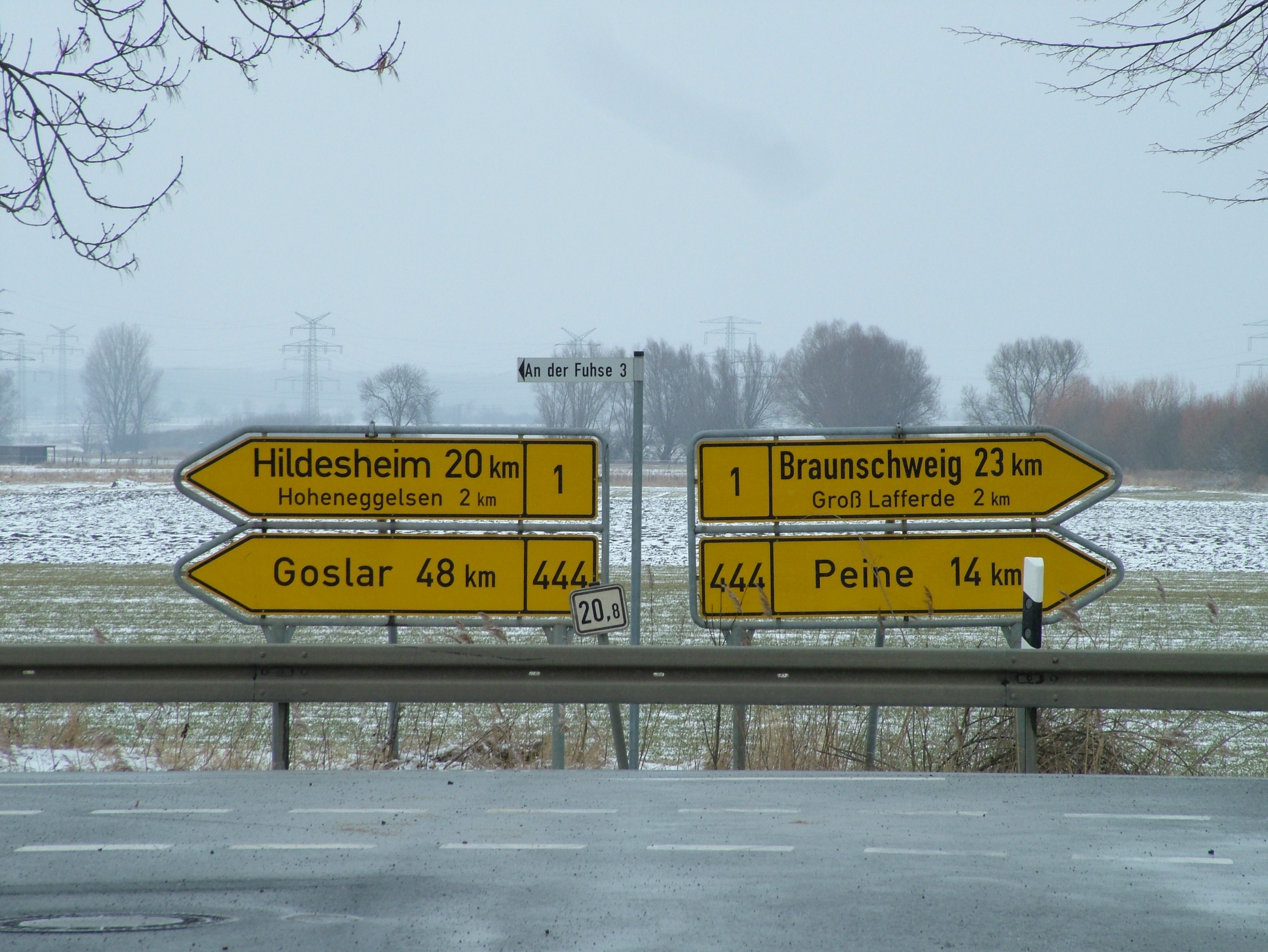
Straßenschild der B 444 und B 1 in Steinbrück/Söhlde

Die Bundesstraße 444 (Abkürzung: B 444) ist eine Bundesstraße in Niedersachsen.
Die B 444 begann bis 2008 im Ortsteil Kreuzkrug der Ortschaft Eltze (Gemeinde Uetze / Region Hannover) und zweigte dort von der B 188 (Burgdorf–Wolfsburg) ab. Nach nur wenigen hundert Metern kreuzte sie die B 214 (Braunschweig–Celle). 2008 wurde dieser Abschnitt zurückgebaut und entwidmet. Seitdem beginnt die Bundesstraße erst an der B 214. Sie nimmt ihren Lauf durch den nördlichen Landkreis Peine und durchquert Eltze, Wehnsen und Edemissen. Das Peiner Stadtgebiet erreicht sie im Stadtteil Stederdorf.
Bei Peine kreuzt die B 444 die A 2 (Berlin–Hannover) an der Anschlussstelle 52 "Peine". Im Zuge der Ortsumgehung von Peine hat die B 444 einen gemeinsamen Verlauf mit der B 65 (Braunschweig–Hannover). Durch die Stadt verläuft die Bundesstraße auf der Celler Straße, hier gilt ein Nachtfahrverbot für LKW aufgrund von Lärmschutzmaßnahmen. Anschluss besteht zur B 494 weiter nach Hildesheim. Nach Überquerung des Mittellandkanals liegt das Klinikum Peine östlich der B 444. In der Gemeinde Ilsede werden Klein Ilsede, Groß Ilsede, Gadenstedt und Groß Lafferde passiert.
Zwischen den Ortschaften Groß Lafferde und Hoheneggelsen verläuft die B 444 zusammen mit der B 1 (Braunschweig–Hildesheim). Sie biegt dann wieder in Richtung Süden (Richtungsangabe Goslar) ab und verläuft nach den Ortschaften Bettrum und Nettlingen über das Vorholz.
Die Bundesstraße endet schließlich an der Abfahrt Grasdorf der B 6 (Goslar–Hildesheim) unweit der Abfahrt Derneburg/Salzgitter der A 7 (Hannover–Kassel).